# Wierzbowa (gromada)
Wierzbowa – dawna gromada, czyli najmniejsza jednostka podziału terytorialnego Polskiej Rzeczypospolitej Ludowej w latach 1954–1972.
Gromady, z gromadzkimi radami narodowymi (GRN) jako organami władzy najniższego stopnia na wsi, funkcjonowały od reformy reorganizującej administrację wiejską przeprowadzonej jesienią 1954 do momentu ich zniesienia z dniem 1 stycznia 1973, tym samym wypierając organizację gminną w latach 1954–1972.
Gromadę Wierzbowa z siedzibą GRN w Wierzbowej utworzono – jako jedną z 8759 gromad na obszarze Polski – w powiecie bolesławieckim w woj. wrocławskim, na mocy uchwały nr 10/54 WRN we Wrocławiu z dnia 2 października 1954. W skład jednostki weszły obszary dotychczasowych gromad Wierzbowa, Motyle, Nowe Kuźnice i Pasternik oraz część lasów państwowych ze zniesionej gminy Gromadka w powiecie bolesławieckim, a także obszar dotychczasowej gromady Nowa Kuźnia ze zniesionej gminy Chocianowiec w powiecie lubińskim w tymże województwie. Dla gromady ustalono 13 członków gromadzkiej rady narodowej.
1 stycznia 1960 gromadę zniesiono, a jej obszar włączono do gromady Gromadka w tymże powiecie.

## Specyfika terenowa
Zdecydowaną większość terenu stanowiły obszary leśne – zwłaszcza sosnowe – Puszcza Dolna, czyli Bory Dolnośląskie, na których do roku 1992 zlokalizowane były głównie poligony sowieckie (PGWAR Legnica) – częściowo Poligon Trzebień oraz niemal w całości Poligon Przemków (który usytuowany był w ww. lasach pomiędzy Przemkowem a Wierzbową – jednak obszary te od 1954 roku są związane z Wierzbową i powiatem bolesławieckim, a nie – co błędnie sugeruje nazwa – z miejscowością Przemków).
Ponadto na obszarze gromady Wierzbowa (około 3500 m na północ od miejscowości Wierzbowa), zaczyna się – nadal wyraźnie dostrzegalny – fragment legendarnych, obronno-granicznych Wałów Śląskich – odcinek koło Wierzbowej, który najprawdopodobniej brał początek na bagnach w pobliżu wsi Wierzbowa i ciągnął się aż po Krosno Odrzańskie.
Najprawdopodobniej Wały te – według założeń historyków – stanowić miały element słowiańsko-germańskiego systemu graniczno-obronnego w średniowieczu.
Bardzo prawdopodobne jest, iż linia ta łączyła obiekty obronne – naturalne i sztuczne, np. bagna i zamek w Puszczy Dolnej koło Wierzbowej z ówczesnym systemem położonym niżej hydrogeologicznie obronnym okolic Krosna Odrzańskiego.
Fakt istnienia Wałów Śląskich, zawłaszcza w okolicach Wierzbowej i pobliskiej Szportawy jest bezsporny, jednak nadal brak jest konsensusu co do ich historycznej roli.
Obecnie przyjmuje się, iż omawiane umocnienia zaczynały się w pobliżu występujących wówczas naturalnych przeszkód (tj. wzniesienia i bagna koło Wierzbowej,  i dążyły w okolice  Legnicy  lub  Krosna Odrzańskiego), i miały one zarówno charakter graniczny, obronny, jak i drogowskazowy.

## Ludność
W konsekwencji II wojny światowej, po opuszczeniu w 1945/46 roku przez ludność niemiecką terenów gromady Wierzbowa (niem.: Rückenwaldau), na te tereny przybyły wysiedlone przymusowo transporty Polaków z Polskich Kresów Wschodnich, głównie z byłych województw: Tarnopolskiego – zwłaszcza z miejscowości Liczkowce, a także z kilku wsi z województwa lwowskiego, i w wybitnie mniejszym stopniu z innych regionów Europy (np. z wcześniejszych Austro-Węgier, w których obszarach znaleźli się Polacy, wyrażający chęć powrotu do Polski).
Obecnie społeczności te – po zapomnianych już okresach nieufności – współżyją harmonijnie na terenie byłej gromady Wierzbowa, która wchodzi aktualnie w skład – jeszcze bardziej zróżnicowanej ludnościowo i etnograficznie – gminy Gromadka.